# Нэрн
Нэрн (англ. Nairn, скотс Nairn, гэльск. Inbhir Narann) — город в округе Хайленд, на севере Шотландии. Расположен на южном берегу залива Мори-Ферт, в 26 км к востоку от Инвернесса. Благодаря мягкому климату, песчаным пляжам и целебным морским водам, Нэрн заслужил в XIX веке репутацию «Брайтона Севера» и до настоящего времени является популярным морским курортом.

## История

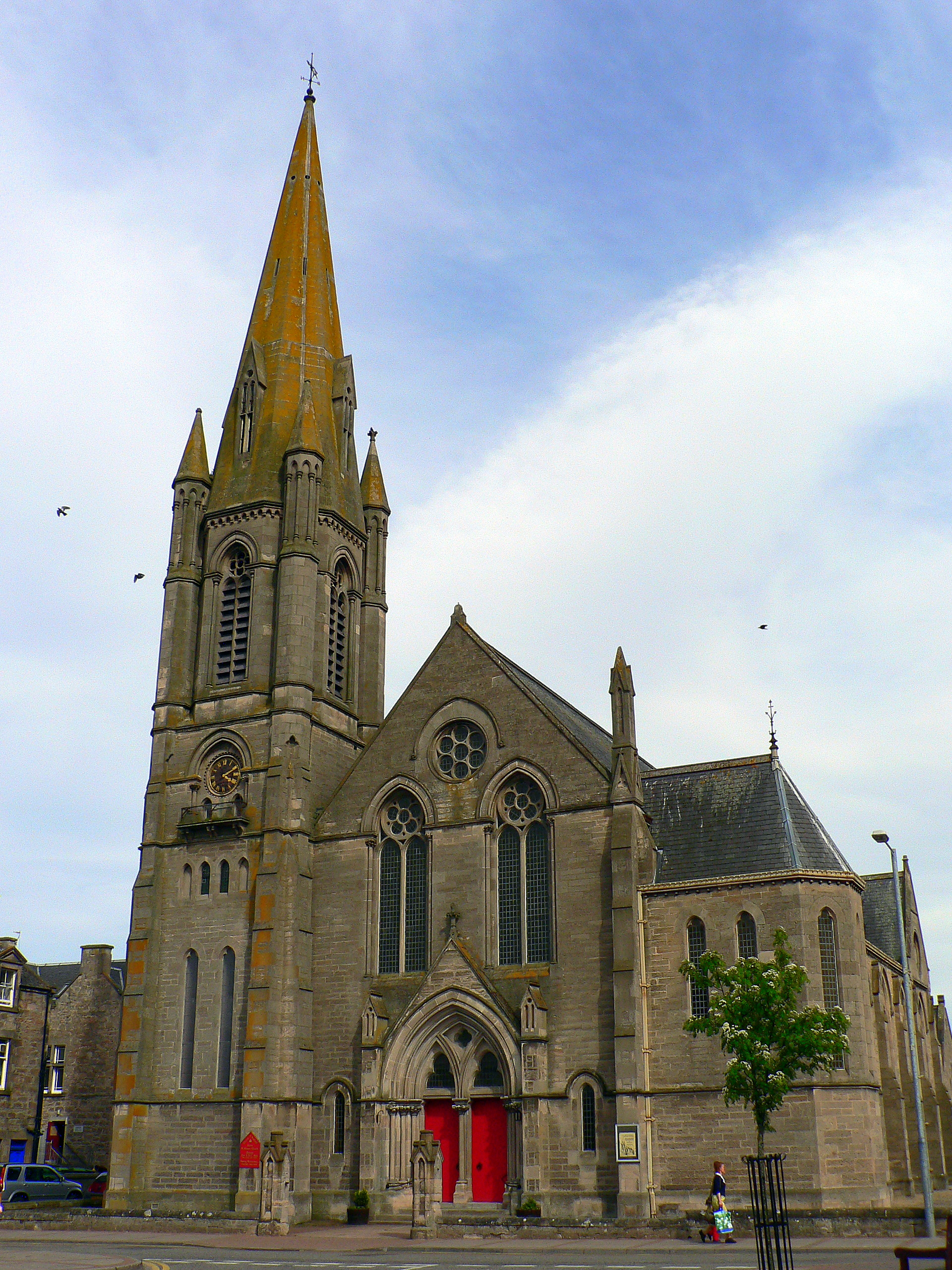
Церковь св. Ниниана в Нэрне

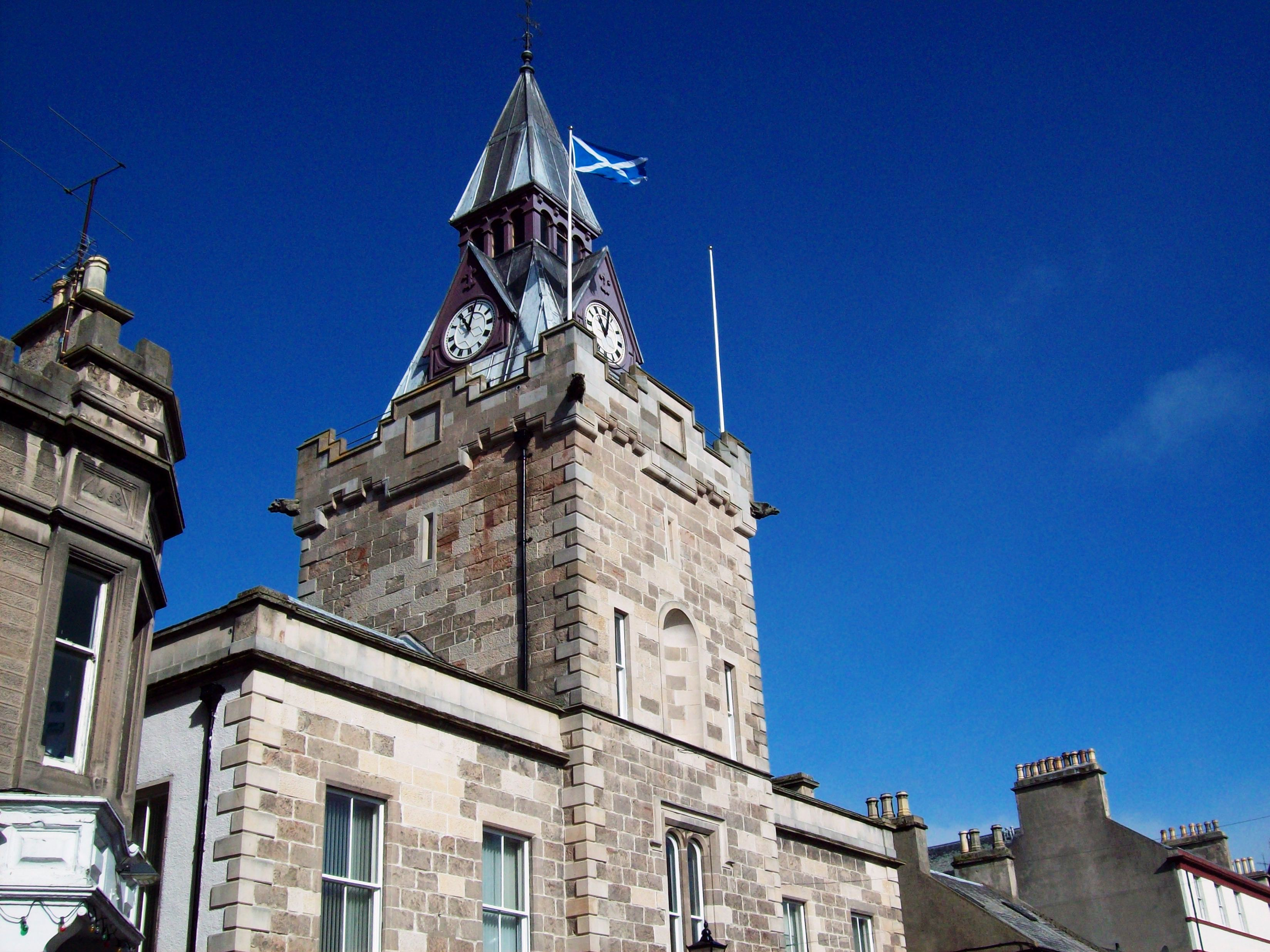
Городская ратуша Нэрна

Первое поселение на месте Нэрна, вероятно, было основано викингами в IX веке. Город возник позднее, в XI веке, во времена правления шотландского короля Вильгельма Льва. Нэрн развился в рыболовецкий и портовый город. Он стал известен в начале XVII века как единственный город в Великобритании, жители одного конца главной улицы которого не понимали язык жителей другого её конца: очевидно, в Нэрне было сильное размежевание между гэло-язычными и шотландско-язычными горожанами.

## Достопримечательности
В Нэрне сохранилось множество образцов викторианской архитектуры, главным образом, отели и особняки британских аристократов и буржуазии. Существует также два музея: городской истории и рыболовства. Недалеко от города находятся замки Кодор и Броди, а также места исторических сражений при Олдерне (1645) и Куллодене (1746).